# Flautim-pardo
Caça-moscas-pardo ou flautim-pardo (Cnipodectes subbrunneus) é uma espécie de ave da família Tyrannidae. Era a única espécie do género Cnipodectes até a descrição do flautim-rufo (Cnipodectes superrufus) em 2007.
Pode ser encontrada nos seguintes países: Bolívia, Brasil, Colômbia, Equador, Panamá e Peru.

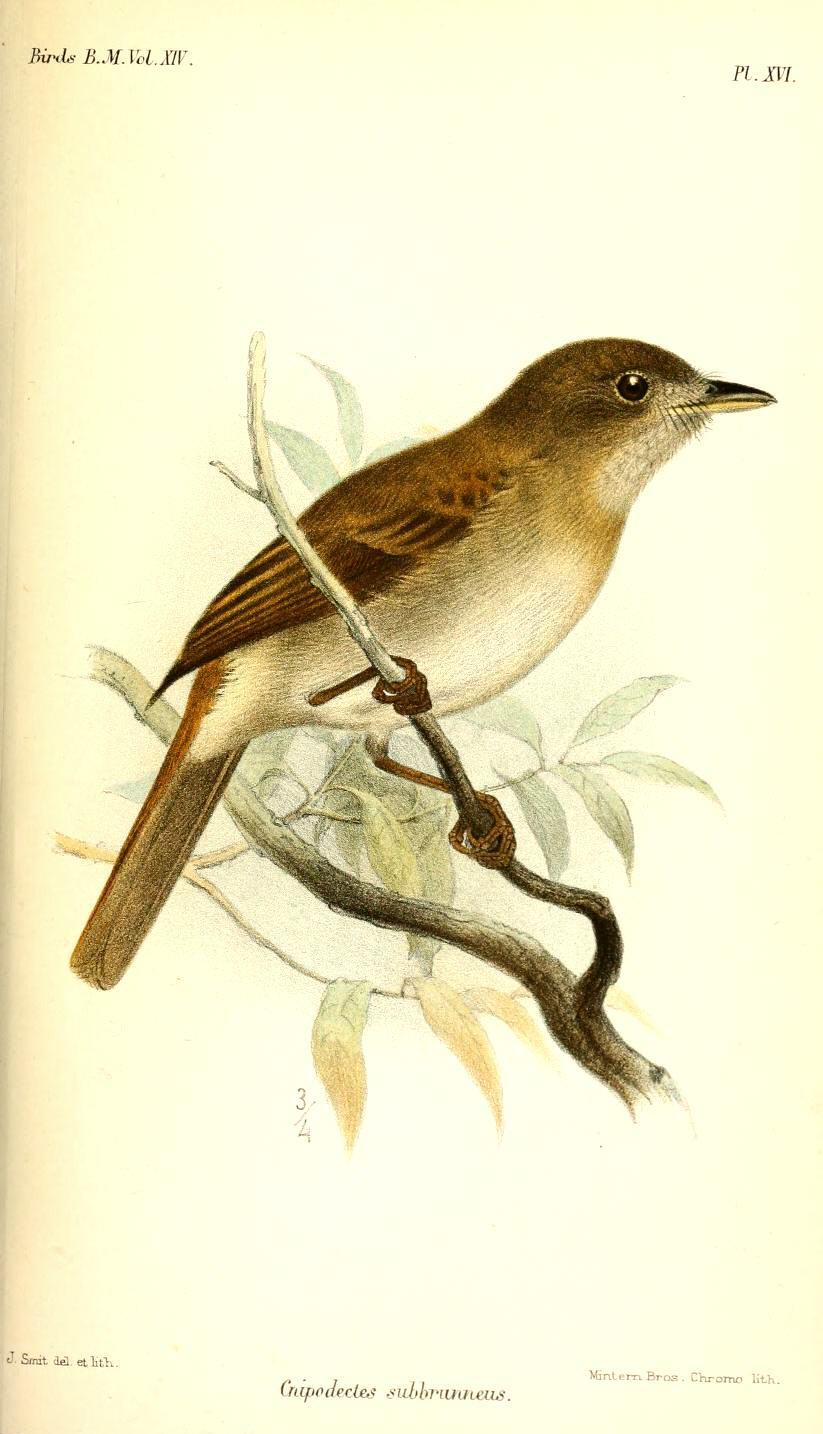
Ilustração de Joseph Smit, 1888

Os seus habitats naturais são: florestas subtropicais ou tropicais húmidas de baixa altitude.